# Asociación Nacional de Estudiantes Católicos
La Asociación Nacional de Estudiantes Católicos (ANEC) fue una organización juvenil y estudiantil universitaria chilena fundada en el año 1915 por el sacerdote Julio Prestat y los laicos Eduardo Cruz-Coke y Emilio Tizzoni, con el propósito de influir en la sociedad a través de jóvenes universitarios católicos elegidos.
Con el tiempo se convirtió en la fragua de cuadros políticos que luego fundaron la Falange Nacional y posteriormente el Partido Demócrata Cristiano, disolviéndose en 1941.

## Historia
La ANEC fue fundada con el objetivo de contrarrestar el creciente laicismo en la Universidad de Chile, promoviendo formación de círculos de estudios y publicando una revista, llamada Acción. y R.E.C., en ocasiones referida como Revista de Estudiantes Católicos o Revista de Extensión Cultural.
A partir de 1928, cuando el sacerdote Óscar Larson Sudy asumió como capellán de la ANEC, esta organización comenzó a permearse de ideas modernas que Larson adquirió siendo estudiante de la Universidad Católica de Lovaina, acogiendo a jóvenes universitarios católicos entre los cuales estaban Bernardo Leighton, Eduardo Frei Montalva, Radomiro Tomic, José Ignacio Palma, Jorge Rogers Sotomayor y Edmundo Pérez Zujovic, entre otros.
En 1932, Eduardo Frei Montalva se convirtió en presidente de la ANEC y con la formación de la Falange Nacional, primero como movimiento dentro del Partido Conservador y luego como partido político, la ANEC comenzó a perder importancia, disolviéndose en algún momento de 1941.

## Integrantes destacados
- Hugo Rosende Subiabre
- Eduardo Frei Montalva
- Eduardo Cruz-Coke
- Jaime Larraín García-Moreno
- Bernardo Leighton
- Radomiro Tomic
- Manuel Antonio Garretón Walker
- José Ignacio Palma
- Enrique Cañas
- Jorge Rogers Sotomayor
- Arturo Droguett
- Ricardo Boizard
- Edmundo Pérez Zujovic
- Clarence Finlayson
- Francisco Labbé
- Julio Philippi Izquierdo
- Jaime Eyzaguirre
- Mario Góngora
- Ricardo Ferrando Keun